# باول ثوربورن
باول ثوربورن (بالإنجليزية: Paul Thorburn)‏ هو لاعب اتحاد الرغبي بريطاني، ولد في 24 نوفمبر 1962 في مونشنغلادباخ في ألمانيا.

## وصلات خارجية
- باول ثوربورن عل موقع إسبنسكروم (الإنجليزية)
- باول ثوربورن على موقع ItsRugby.co.uk (الإنجليزية)